# アンドロメダを解放するペルセウス (ルーベンス、エルミタージュ美術館)
『アンドロメダを解放するペルセウス』（アンドロメダをかいほうするペルセウス、露: Персей освобождает Андромеду、英: Perseus Freeing Andromeda）、または『ペルセウスとアンドロメダ』（露: Персей и Андромеда、英: Perseus and Andromeda）は、フランドルのバロック期の巨匠ピーテル・パウル・ルーベンスが1622年ごろ、キャンバス上に油彩で制作した絵画である。ペルセウスによって怪物から解放されたアンドロメダを主題としている。この絵画の構図は、ルーベンスがより早い時期に描いた『アンドロメダを解放するペルセウス』 (ベルリン絵画館) に類似している。
本作は、おそらくルーベンスが亡くなるまで彼の家に残っていた。アントウェルペンにあったルーベンスの家の正面を表した1684年のエングレービングには、2階の窓から見える本作が描かれている。作品は1769年の夏にハインリヒ・フォン・ブリュールのコレクションから購入されて以来、サンクトペテルブルクのエルミタージュ美術館に所蔵されており、現在、美術館の2階にあるルーベンス・ホールで見ることができる。

## 作品
オウィディウスの著作『変身物語』によると、エチオピアの美しい王女アンドロメダは、国民を餌食とする海の怪獣ケートスに身代わりの犠牲として生贄にされる。岩に繋がれていたアンドロメダに怪獣がケートスが近づいた時、ユピテルとダナエの間に生まれた英雄ペルセウスが彼女を救い出した。
画面の中央にいるペルセウスは3人のプットに囲まれている。そのうちの1人はメドゥーサ (ペルセウスがその首を切り落とした) の顔が映った盾を、1人はペルセウスの兜を持ち、そして、もう1人は有翼の馬ペガサス (メドゥーサのほとばしる血から生まれた) を抑えている。画面上部では、飛翔している勝利の女神ヴィクトリア (ニーケー) がペルセウスの頭部に王冠を載せている姿が描かれている。左側では、2人のプットが、アンドロメダが繋がれていた岩から彼女を解放しているところである。画面下部には、ペルセウスに退治されたケートスが描かれている。ルーベンスは主題の神話に自由な解釈を加え、人物、ペガサス、ケートスなどがひしめきあう空想的な画面に仕上げたのである。
ペルセウスの背後にいるペガサス、ヴィクトリア、そしてプットたちは、ペルセウスの一行のような列を形成する。はちきれるような胴体と翻るマントを羽織ったペルセウスは強い生命力を表している。彼はアンドロメダに近づき、彼女の手を取っているが、輝くような裸体の彼女は感謝を表しつつ、恥じらいで目を伏せている。ルーベンスは、彼女の姿に健康的で官能美あふれるフランドルの娘の面影を描きこんだ。

## ルーベンスの同主題作

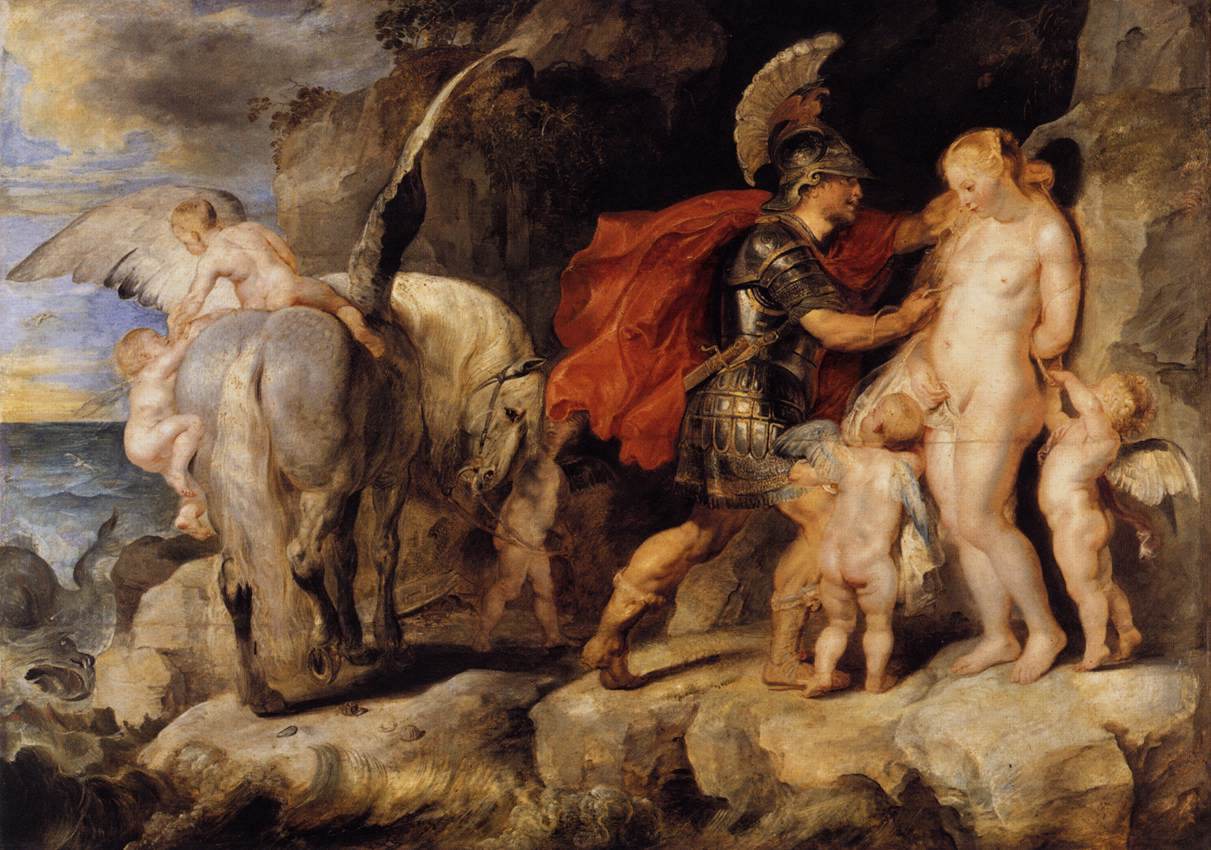
『アンドロメダを解放するペルセウス』、絵画館 (ベルリン)
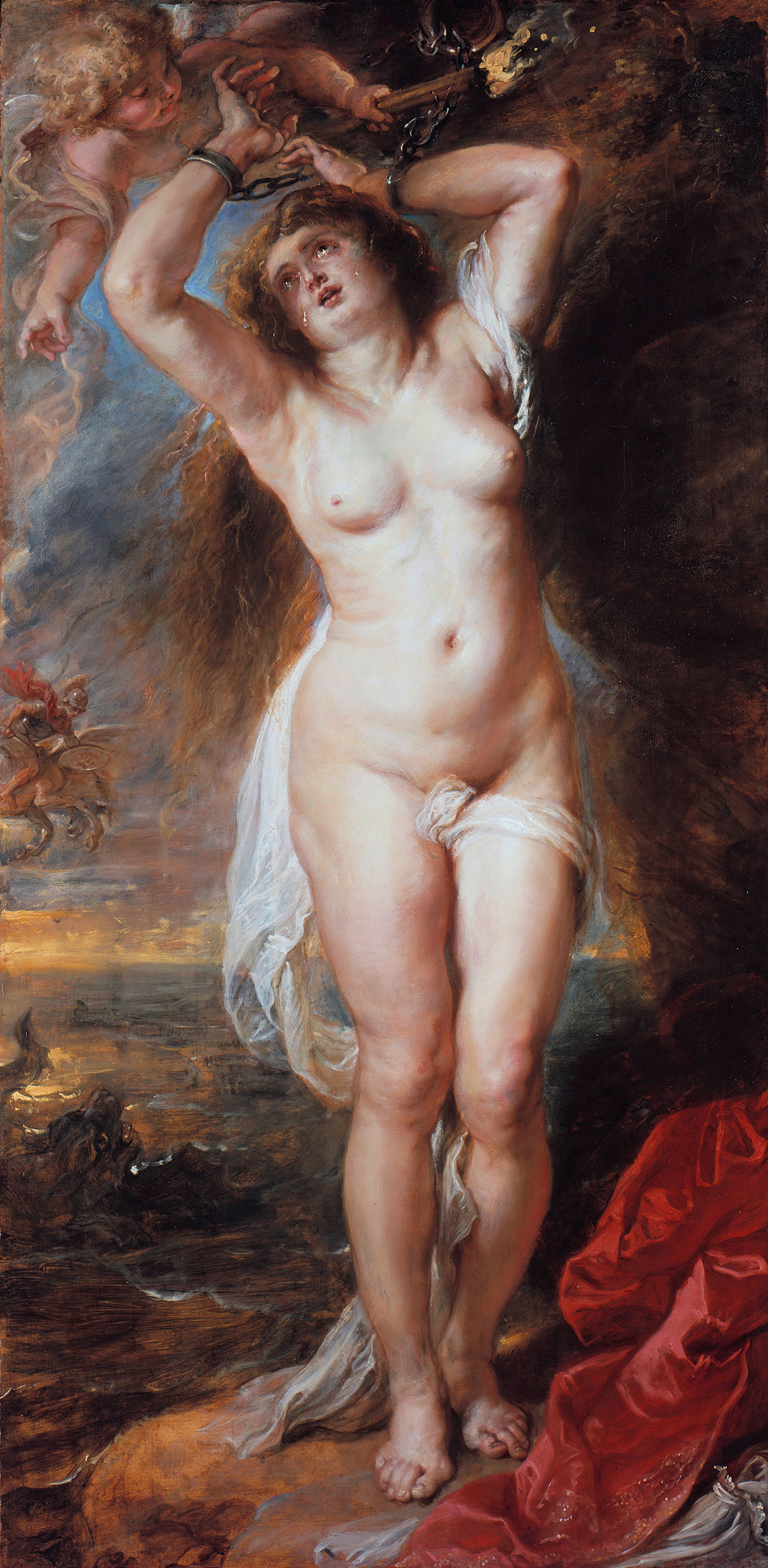
『アンドロメダ』、絵画館 (ベルリン)
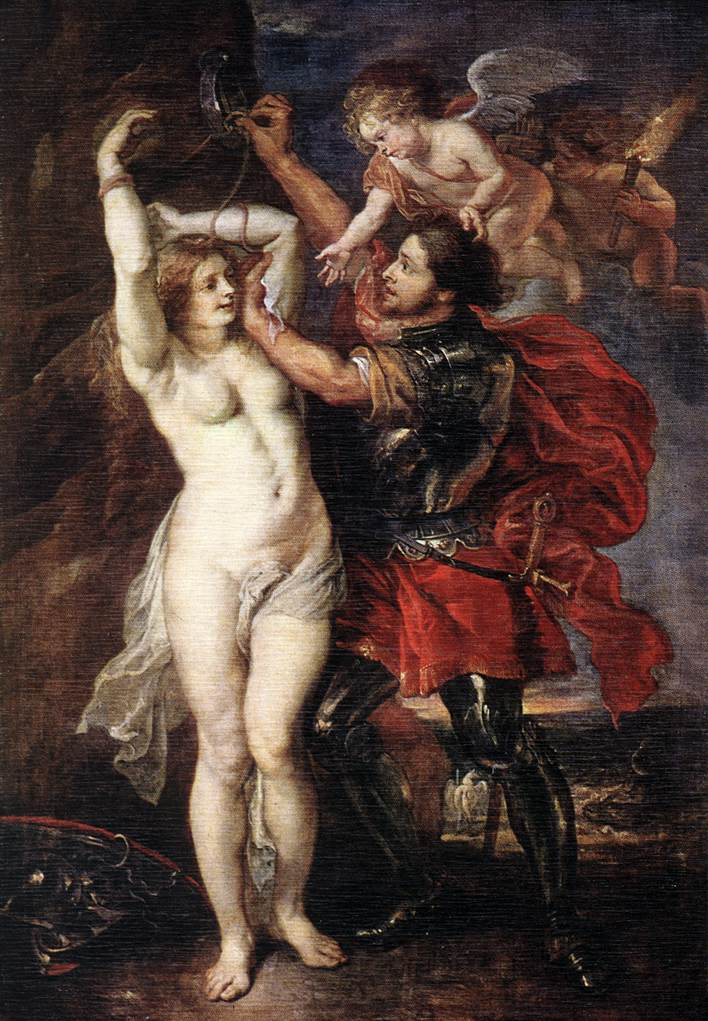
『アンドロメダを解放するペルセウス』、プラド美術館
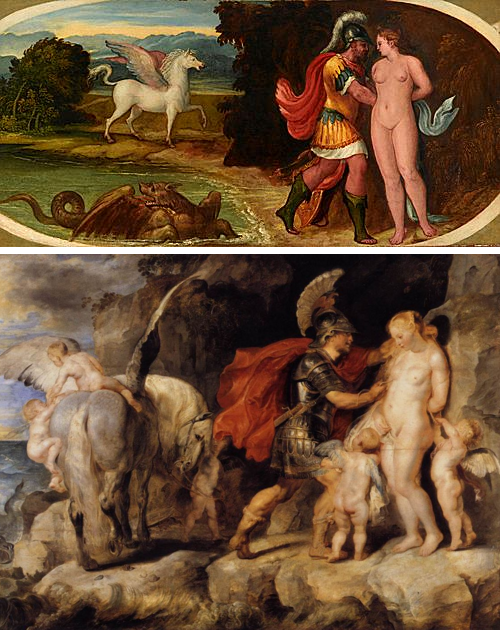
ランベルト・スストリスの『アンドロメダを解放するペルセウス』は、ルーベンスの同主題作を触発した可能性がある。